# Лейкленд-Норт (Вашингтон)
Лейкленд-Норт (англ. Lakeland North) — переписна місцевість (CDP) в США, в окрузі Кінг штату Вашингтон. Населення — 13 663 особи (2020).

## Географія
Лейкленд-Норт розташований за координатами 47°20′14″ пн. ш. 122°16′57″ зх. д. / 47.33722° пн. ш. 122.28250° зх. д. (47.337326, -122.282398).  За даними Бюро перепису населення США в 2010 році переписна місцевість мала площу 8,69 км², з яких 8,41 км² — суходіл та 0,28 км² — водойми.

## Демографія
Згідно з переписом 2010 року, у переписній місцевості мешкали 12 942 особи в 4233 домогосподарствах у складі 3303 родин. Густота населення становила 1490 осіб/км².  Було 4391 помешкання (505/км²).
Расовий склад населення:
| - 68,3 % — білих - 12,9 % — азіатів - 5,7 % — чорних або афроамериканців - 1,4 % — вихідців з тихоокеанських островів - 0,8 % — корінних американців - 5,3 % — осіб інших рас |

До двох чи більше рас належало 5,6 %. Частка іспаномовних становила 11,1 % від усіх жителів.
За віковим діапазоном населення розподілялося таким чином: 25,8 % — особи молодші 18 років, 65,0 % — особи у віці 18—64 років, 9,2 % — особи у віці 65 років та старші. Медіана віку мешканця становила 37,2 року. На 100 осіб жіночої статі у переписній місцевості припадало 98,4 чоловіків;  на 100 жінок у віці від 18 років та старших — 97,2 чоловіків також старших 18 років.
Середній дохід на одне домашнє господарство  становив 87 363 долари США (медіана — 71 166), а середній дохід на одну сім'ю — 91 649 доларів (медіана — 76 711). Медіана доходів становила 53 077 доларів для чоловіків та 41 529 доларів для жінок. За межею бідності перебувало 10,0 % осіб, у тому числі 19,4 % дітей у віці до 18 років та 5,7 % осіб у віці 65 років та старших.
Цивільне працевлаштоване населення становило 6059 осіб. Основні галузі зайнятості: освіта, охорона здоров'я та соціальна допомога — 18,2 %, виробництво — 14,1 %, роздрібна торгівля — 10,8 %, мистецтво, розваги та відпочинок — 9,9 %.